# Stellaria obtusa
Stellaria obtusa är en nejlikväxtart som beskrevs av Georg George Engelmann. Stellaria obtusa ingår i släktet stjärnblommor, och familjen nejlikväxter. Inga underarter finns listade i Catalogue of Life.

## Bildgalleri

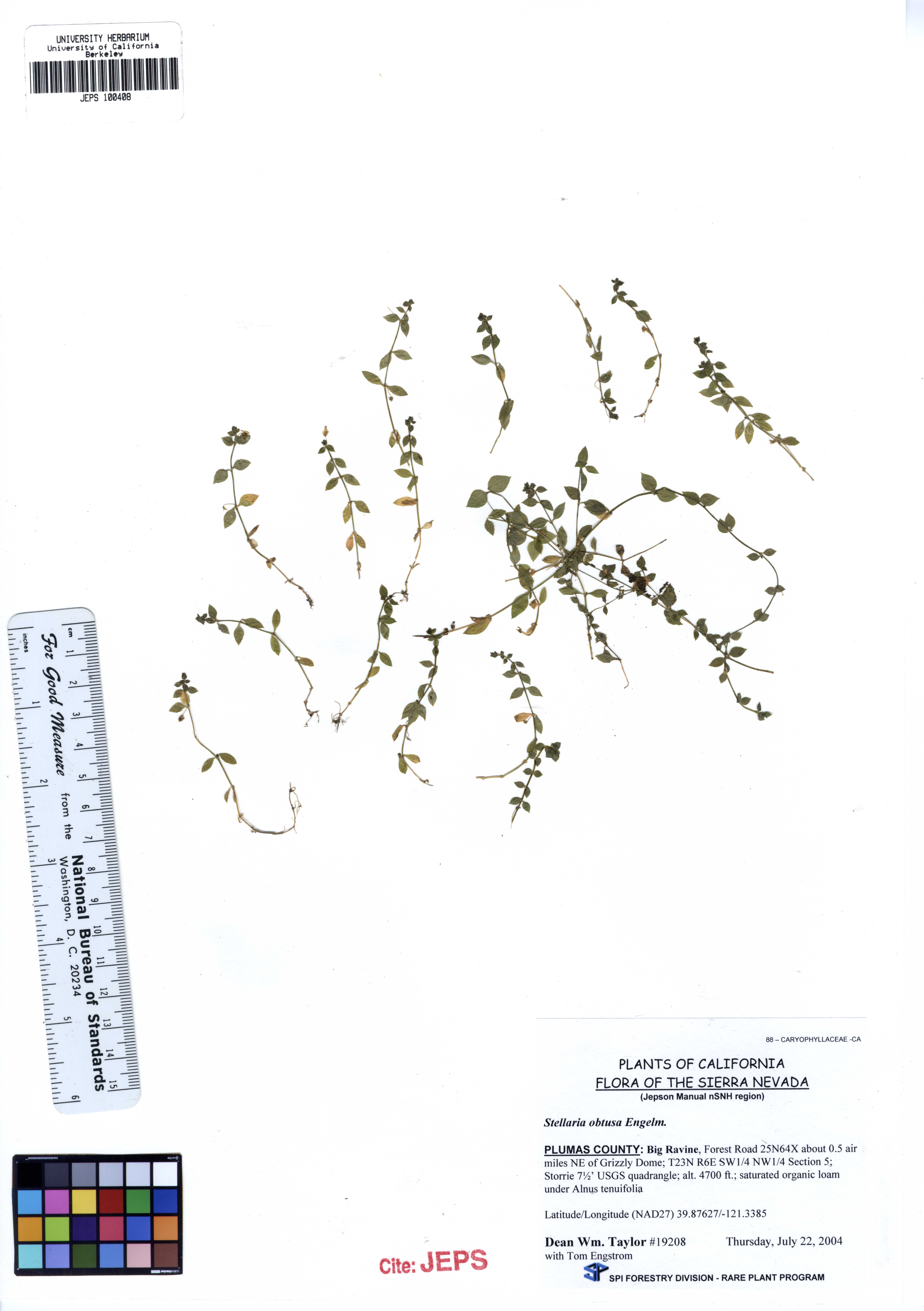
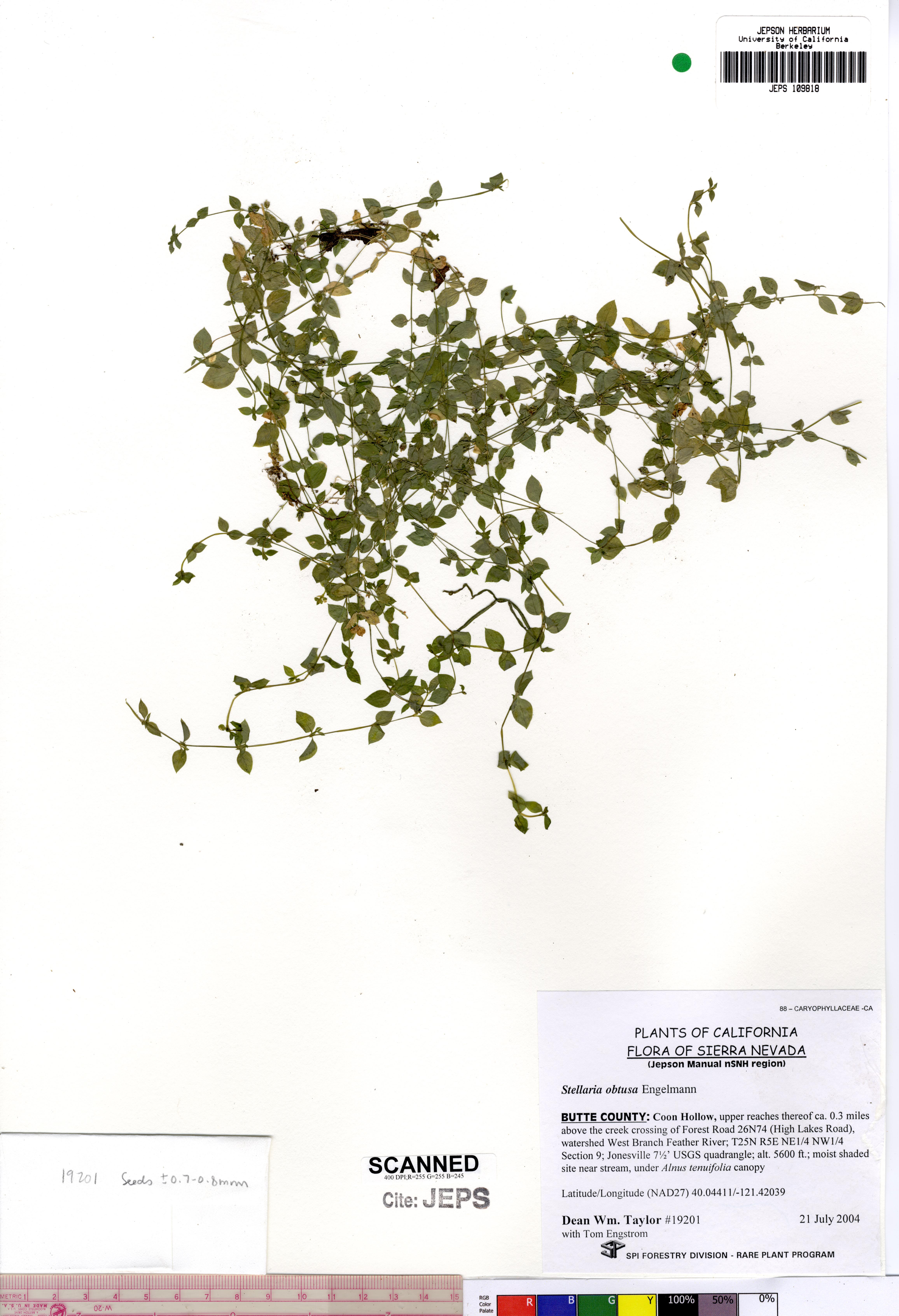